# S.W.A.T. (film)
 For alternative betydninger, se S.W.A.T. (flertydig). (Se også artikler, som begynder med S.W.A.T.)
S.W.A.T. er en amerikansk spændingsfilm fra 2003 med Colin Farrell i hovedrollen og en genindspilning af en gammel TV-serie ved samme navn. Andre skuespillere er LL Cool J, Samuel L Jackson, Michelle Rodriguez og Jeremy Renner.

## Handling
Jim Street er en god politimand i LAPD. Da hans partner Brian Gamble ved en ulykke skyder et gidsel, forlader Gamble politistyrken, og Street bliver degraderet til at arbejde med vedligeholdelse af våbnene til de andre politimænd. Da Sjergant Dan «Hondo» Harrelson bliver hentet ind fra en pensionisttilværelse for at danne et nyt S.W.A.T.-hold, samler han en bande sammen bestående af Street, Chris Sanchez, Deke Kaye, T.J. McCabe og Michael Boxer. Næsten på en gang havner de i problemer, da den koldblodede Alex Montel tager livet af sin onkel for at få kontrollen over familiens narkoliga. Han bliver vinket til siden af politiet på grund af en ødelagt baklygte på bilen han kører (som han stjal fra sin døde onkel), og siden bilen står i onklens navn, og onklen er eftersøgt af politiet, bliver han arresteret. Efter at de opdager at han faktisk er en international kriminel, tilbyder han 100 millioner dollar til den som kan få ham ud af fængslet. Helvede bryder løs i fængslet da flere planer om at få ham ud bliver sat til værks samtidig.

## Rolleliste
| Skuespiller        | Rolle                         | Lidt om rollefiguren |
| ------------------ | ----------------------------- | --- |
| Samuel L. Jackson  | Sgt. «Dan 'Hondo' Harrelson»  | En gammeldags S.W.A.T.-soldat, som bliver hentet ind i tjeneste igen af politichefen for at danne et nyt S.W.A.T.-hold.                      |
| Colin Farrell      | Off. «Jim Street»             | Tidligere S.W.A.T.-soldat, men degraderet». Rekrutteret af Hondo til S.W.A.T.-holdet han skal danne                                          |
| Michelle Rodriguez | Off. «Chris Sanchez»          | Hun søger stadig en stilling i S.W.A.T., men bliver bestandigt afvist. Rekrutteret af Hondo til S.W.A.T.-holdet han skal danne               |
| LL Cool J          | Off. «Deacon 'Deke' Kay»      | Tidligere på gadepatruljering, men rekrutteret af Hondo til S.W.A.T.-holdet han skal danne                                                   |
| Josh Charles       | Off. «TJ McCabe»              | En S.W.A.T.-officer som bliver beordret til Hondos hold. Han har arbejdet med Hondo tidligere.                                               |
| Brian Van Holt     | Off. «Michael Boxer»          | En S.W.A.T.-officer som bliver beordret til Hondos hold. Hans søster gik ud med «Jim Street» en stund. Han har arbejdet med Hondo tidligere. |
| Larry Pointdexter  | Capt. «Thomas Fuller»         | Chefen for S.W.A.T.-afdelingen, og ikke særlig vellidt af de fleste S.W.A.T.-officerer.                                                      |
| Reginald E. Cathey | Lt. «Greg Valasquez»          | En feltkommandant for S.W.A.T.-afdelingen, og en af Hondos gamle venner.                                                                     |
| Denis Arndt        | Sgt. «Howard»                 | Leder for et andet S.W.A.T.-hold |
| Olivier Martinez   | «Alex Montel»                 | En internationel kriminel som har en familie som kontrollerer en enorm narkotikaliga                                                         |
| Jeremy Renner      | Tidligere Off. «Brian Gamble» | Streets tidligere partner som stoppede i LAPD efter at han bliver degraderet på grund af at han ved en ulykke skød et gidsel.                |

## Modtagelse
I filmens åbningsweekend indtjente den $37 062 535 i USA. Totalt indtjente den $207.725.639 på verdensplan.

## Eksterne Henvisninger
- S.W.A.T. på Internet Movie Database (engelsk)
- S.W.A.T. på Filmdatabasen
- S.W.A.T. på Scope
- S.W.A.T. i Svensk Filmdatabas (svensk)
- S.W.A.T. på AlloCiné (fransk)
- S.W.A.T. på MovieMeter (nederlandsk)
- S.W.A.T. på AllMovie (engelsk)
- S.W.A.T. hos American Film Institute (engelsk)
- S.W.A.T. på Turner Classic Movies (engelsk)
- S.W.A.T. på The Movie Database (engelsk)